# Жаданы (Винницкая область)
Жаданы (укр. Жадани) — село на Украине, находится в Ильинецком районе Винницкой области.
Код КОАТУУ — 0521282003. Население по переписи 2001 года составляет 803 человека. Почтовый индекс — 22730. Телефонный код — 4543.
Занимает площадь 2,19 км².

## Адрес местного совета
22731, Винницкая область, Иллинецкий р-н, с.Жаданы, ул.Первомайская, 81